# Arturo Scattini
Arturo Scattini (Bergamo, 11 luglio 1890 – Roma, 16 ottobre 1970) è stato un generale di corpo d'armata italiano, comandante del Gruppo di Combattimento "Friuli" nella guerra di liberazione italiana.

## Biografia
Promosso generale di brigata dal 1º gennaio 1942, divenne, dal 1º giugno successivo, prima vice poi comandante dalla 80ª Divisione aviotrasportabile La Spezia in Tunisia. Fu quindi catturato dagli inglesi nel maggio 1943 ed internato. Rientra in Italia nel 1944. Fu Comandante del Gruppo di Combattimento "Friuli" del ricostituendo esercito italiano, l'8 febbraio 1945 inizia le operazioni per la sostituzione sulla Linea Gotica della 5ª Divisione Polacca "Kresowa", nel settore di Brisighella.
Tenendo il fronte sul fiume Senio, fu protagonista della ripresa dell'offensiva alleata. Occorsero due giorni (10 e 11 aprile 1945) per vincere la resistenza della 4ª Divisione paracadutisti tedesca e liberare Riolo dei Bagni (oggi Riolo Terme). Ai 74 morti ufficiali (un libro pubblicato dal Comando del "Gruppo" elenca però più di cento nomi) vanno aggiunti gli avversari per i quali si sa soltanto che 126 salme sono state traslate nel 1953 dal cimitero provvisorio locale a quello del Passo della Futa. Si è trattato così del più cruento scontro dell'Esercito italiano dopo l'armistizio del settembre 1943.

Dall'indomani il "Gruppo Friuli" ha operato sempre a Sud della via Emilia a contatto, sulla destra, con la divisione polacca "Carpatica" del generale di divisione Władysław Anders, ed è stata parte attiva negli scontri sul Santerno, sul Sillaro e a Castel San Pietro (Casalecchio dei Conti), Inseguendo i tedeschi in ritirata un battaglione dell'87º Reggimento fanteria è entrato a Bologna nelle prime ore del 21 aprile: alle 07:00 uomini e mezzi erano i soli in piazza Maggiore, accolti con entusiasmo dalla popolazione quando si accorse che quei soldati, vestiti con divise inglesi, erano italiani.
Un testimone oculare è il maggiore inglese Richard Lamb che faceva parte dello stato maggiore della 50ª BLU (British Liaison Unit, unità di collegamento britannica). Nel suo libro “War in Italy” (pagine 191-192) racconta i particolari dell’avanzata e conclude così: «Il Diario di Guerra del X Corpo afferma che "la Friuli a Bologna è stata battuta per mezza incollatura dal 2º Corpo polacco, che è entrato in città alle 06:00 e un po' più tardi ha incontrato il 2º Corpo degli Stati Uniti nel centro della città...". Questo non è corretto: i polacchi si erano fermati sul fiume Savena, ad est della città, e gli americani non arrivarono che a metà pomeriggio. Fu la sola Friuli che occupò la città il mattino presto. Chi scrive era con i primi arrivati e ha potuto vedere che ogni resistenza tedesca era cessata».
Il generale Arturo Scattini è il padre del regista e sceneggiatore Luigi Scattini (1927 – 2010) e nonno dell'attrice Monica Scattini (1956 – 2015) e di sua sorella Lucilla.